# USS Edson (DD-946)
USS Edson (DD-946)  fue un destructor de clase Forrest Sherman de la Marina de los Estados Unidos construido en los astilleros Bath Iron Works de Maine en 1958. 
Su puerto base era Long Beach, California e inicialmente, sirvió en la costa oeste y en el Pacífico-lejano oriente, operando particularmente en el estrecho de Taiwán y en ola costa de Vietnam. Sus excepcionales méritos de servicio durante 1964 en el golfo de Tonkin fueron recompentsado con la primera de un total de tres encomiendas a unidades de la Armada. Durante los años siguientes, bombardeó posiciones norvietnamitas en tierra y aparentemente, recibió fuego amigo de la USAF.
Tras un fuego a bordo en 1974, El Edson retornó al Pacífico-oeste para participar en la evacuación de Phnom Penh y Saigón.
Fue dado de baja en 1988, pero al año siguiente se convirtió en buque museo en el Intrepid Sea-Air-Space Museum en Nueva York, Nueva York. El USS Edson (DD-946) fue inscrito como un Hito Histórico Nacional en el Registro Nacional de Lugares Históricos desde el 21 de junio de 1990. Fue devuelto a la Armada en 2004, cuando fue reemplazado en el museo por un Concorde, y en 2012 se acordó que volviera a convertirse en museo en Bay City (Míchigan).

## Ubicación
El USS Edson (DD-946) se encuentra dentro del condado de Nueva York en las coordenadas 40°45′51″N 73°59′59″O / 40.764167, -73.999722.